# ستان ريدجواي
ستان ريدجواي (بالإنجليزية: Stan Ridgway)‏ (و. 1954  م) هو مغن مؤلف، وملحن، ومغني، وعازف بانجو أمريكي، ولد في بارستاو، سان بيرناردينو، كاليفورنيا، يستخدم آلات بانجو، وقيثارة.

## وصلات خارجية
- ستان ريدجواي على موقع IMDb (الإنجليزية)
- ستان ريدجواي على موقع ميوزك برينز (الإنجليزية)
- ستان ريدجواي على موقع إن إن دي بي (الإنجليزية)
- ستان ريدجواي على موقع أول ميوزيك (الإنجليزية)
- ستان ريدجواي على موقع ديسكوغز (الإنجليزية)
- ستان ريدجواي على موقع ديسكوغز (الإنجليزية)

- ستان ريدجواي في قاعدة بيانات الأفلام على الإنترنت